# Tazza Maltija 2020-2021
La Tazza Maltija 2020-2021 è  stata l'83ª edizione della coppa nazionale maltese di calcio. Il torneo, iniziato il 15 dicembre 2020, è stato concluso anticipatamente il 9 aprile 2021 a causa dell'interruzione delle attività sportive dichiarata dalle autorità sanitarie maltesi a seguito della pandemia di COVID-19 a Malta. Per il secondo anno consecutivo pertanto la manifestazione non ha avuto un vincitore.

## Turno preliminare
Partecipano 15 squadre della BOV Challenge League, 9 squadre della Gozo FA Division One e quattro squadre semifinaliste della National Amateur Cup. Il sorteggio è stato effettuato il 3 dicembre 2020; quattro squadre hanno ricevuto un bye per il turno successivo (Qormi, Sannat Lions, Xagħra Utd e Swieqi Utd).
| Squadra 1             | Risultato   | Squadra 2               |
| --------------------- | ----------- | ----------------------- |
| 15 dicembre 2020      |             |                         |
| St. George's          | 1 - 3       | Pembroke Athleta        |
| 16 dicembre 2020      |             |                         |
| Mqabba                | 5 - 3 (dts) | San Ġwann               |
| 17 dicembre 2020      |             |                         |
| St. Andrews           | 1 - 0       | Żurrieq                 |
| Naxxar Lions          | 2 - 0       | Qrendi                  |
| 22 dicembre 2020      |             |                         |
| Nadur Youngsters      | 3 - 1       | Msida Saint-Joseph      |
| 23 dicembre 2020      |             |                         |
| Għajnsielem           | 3 - 1       | Pietà Hotspurs          |
| Xewkija Tigers        | 0 - 3       | Fgura Utd               |
| Birzebbuga St. Peters | 2 - 1 (dts) | Siggiewi                |
| 27 dicembre 2020      |             |                         |
| Kerċem Ajax           | 0 - 3       | Marsa                   |
| Marsaxlokk            | 3 - 0       | S.K. Victoria Wanderers |
| Victoria Hotspurs     | 1 - 0       | Vittoriosa Stars        |
| Oratory Youths        | 1 - 8       | Żebbuġ Rangers          |

## Primo turno
| Squadra 1             | Risultato | Squadra 2          |
| --------------------- | --------- | ------------------ |
| 2 febbraio 2021       |           |                    |
| Sirens                | 5 - 0     | Fgura Utd          |
| 3 febbraio 2021       |           |                    |
| Nadur Youngsters      | 2 - 3     | Senglea Athletic   |
| Pembroke Athleta      | 4 - 2     | Marsaxlokk         |
| 4 febbraio 2021       |           |                    |
| Għajnsielem           | 2 - 0     | Victoria Hotspurs  |
| 9 febbraio 2021       |           |                    |
| Birkirkara            | 6 - 0     | Lija Athletic      |
| 10 febbraio 2021      |           |                    |
| Floriana              | 1 - 3     | St. Lucia          |
| Qormi                 | 0 - 3     | Tarxien Rainbows   |
| Valletta              | 2 - 1     | Gudja Utd          |
| Żebbuġ Rangers        | 0 - 1     | Marsa              |
| Birzebbuga St. Peters | 1 - 4     | Xagħra Utd         |
| Sannat Lions          | 1 - 3     | Ħamrun Spartans    |
| Balzan                | 1 - 3     | Mosta              |
| Naxxar Lions          | 6 - 1     | Swieqi Utd         |
| St. Andrews           | 1 - 0     | Sliema Wanderers   |
| 11 febbraio 2021      |           |                    |
| Gżira Utd             | 8 - 0     | Mqabba             |
| 24 febbraio 2020      |           |                    |
| Hibernians            | 3 - 0     | Żejtun Corinthians |

## Secondo turno
| Squadra 1        | Risultato       | Squadra 2        |
| ---------------- | --------------- | ---------------- |
| 2 marzo 2021     |                 |                  |
| Gżira Utd        | 4 - 2 (dts)     | Tarxien Rainbows |
| Għajnsielem      | 1 - 4           | Birkirkara       |
| Naxxar Lions     | 0 - 0 (2-4 dtr) | St. Andrews      |
| 3 marzo 2021     |                 |                  |
| Pembroke Athleta | 0 - 1           | Hibernians       |
| St. Lucia        | 0 - 2           | Mosta            |
| Senglea Athletic | 0 - 1           | Valletta         |
| Xagħra Utd       | 0 - 6           | Ħamrun Spartans  |
| 4 marzo 2021     |                 |                  |
| Marsa            | 0 - 1           | Sirens           |